# Llibre de privilegis de Palafrugell
El Llibre de privilegis de Palafrugell és un còdex escrit el segle xvii que conté les transcripcions dels privilegis, les autoritzacions, les reglamentacions i els pactes entre Palafrugell i els monarques, els senyors de la vila i altres autoritats, des del segle xiii fins al segle xviii. Enquadernat amb cobertes de pell, consta de 72 fulls manuscrits en pergamí, recull 21 documents i diverses anotacions.

## Context
Un privilegi era el document mitjançant el qual una vila, una persona o un senyor feudal rebia un seguit d'avantatges i millores. Aquest document es redactava sobre un pergamí i es guardava com a garantia del benefici aconseguit.
Algunes viles i ciutats varen recollir els privilegis més importants en llibres, per tal de
tenir-los ben accessibles, al costat de tota mena d'autoritzacions, reglamentacions i pactes
entre els veïns i les autoritats; aquests llibres constitueixen avui la base de la seva personalitat jurídica. Al Baix Empordà, per exemple, tenen llibres de privilegis la Bisbal d'Empordà, Palafrugell, Sant Feliu de Guíxols i Torroella de Montgrí.

## Història
Miquel Torroella i Plaja, autor de la Història de Palafrugell i la seva comarca i propietari de Fitor, i Josep Gich i Fontanet, farmacèutic, el març de 1879, van demanar poder entrar a l'antic arxiu per obtenir dades històriques de la vila i es van comprometre a posar-hi una mica d'ordre. Però, aquesta última part no es va complir i, a més, el Llibre de privilegis de Palafrugell va desaparèixer. Josep Pla diu que Torroella se'l va emportar a casa per preparar el seu llibre, i que s'hauria perdut en la dispersió de la biblioteca de l'historiador.
A la portada del programa de la Festa Major de Palafrugell de l'any 1961 s'hi va reproduir una pàgina del Llibre de privilegis, i a l'interior, Ramir Medir donava la notícia de la seva localització a la Biblioteca Nacional de Catalunya. Les gestions realitzades per recuperar el Llibre varen tenir un resultat negatiu fins a la reclamació formal del Ple de l'Ajuntament de Palafrugell el desembre de 2004, que iniciaria un procés que arribaria a la via judicial.
El 1991 la vila de Palafrugell va començar un seguit d'accions per tal d'aconseguir el llibre. El 27 de novembre de 2005 a la Mostra d'Entitats, va aconseguir 801 signatures en els diferents punts de recollida. La reclamació comptava també amb els informes favorables de l'Associació d'Arxivers de Catalunya i de la Secció d'Arxius Municipals del Consell Internacional d'Arxius.

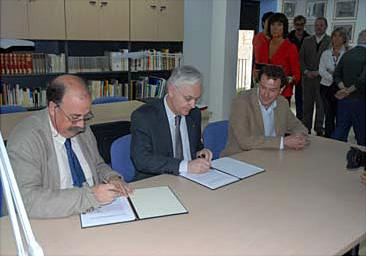
Retorn del Llibre de privilegis de l'Arxiu Municipal de Palafrugell. D'esquerra a dreta: Lluís Medir, alcalde de Palafrugell; Ferran Mascarell, conseller de Cultura de la Generalitat de Catalunya, i Xavier Rocas, regidor de Cultura

El 9 d'octubre de 2006 el conseller de Cultura de la Generalitat de Catalunya, Ferran Mascarell, i l'alcalde de Palafrugell, Lluís Medir, signaven a l'Arxiu Municipal de Palafrugell l'acord de cessió en comodat del Llibre de privilegis de Palafrugell, i el conseller dipositava aquest document a l'Arxiu. El conveni entre la Generalitat de Catalunya, la Biblioteca Nacional de Catalunya i l'Ajuntament de Palafrugell, aconseguit gràcies a la mediació de la Conselleria de Cultura, estipula que la Biblioteca Nacional de Catalunya manté la propietat del Llibre i cedeix el document a l'Arxiu en règim de comodat, per temps indefinit. En el transcurs de l'acte, el regidor de Cultura, Xavier Rocas, destacava el caràcter històric del retorn del Llibre de privilegis, el suport rebut per persones i entitats per aconseguir-lo i el caràcter moral de la reivindicació. L'alcalde, Lluís Medir, valorava la decisió final com la millor que es podia prendre i recordava l'esforç de l'Ajuntament des de 1979 per aplegar i conservar en les condicions adients la documentació, un procés que culminava amb la recuperació del Llibre. Finalment, el conseller Ferran Mascarell qualificava l'acord com a bo per al patrimoni nacional, es mostrava satisfet que Palafrugell recuperés una part de la seva memòria col·lectiva i recordava que mirar al passat és un signe de vitalitat cap al futur.

## Descripció

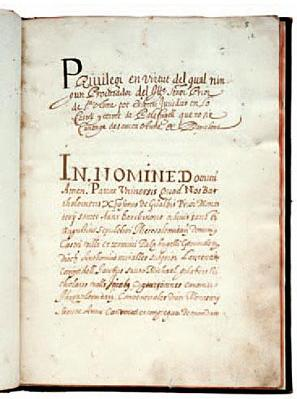
Pàgina del primer privilegi, que estipula qui podrà ser procurador de Santa Anna a Palafrugell

a. Encara que es troba en un paper encolat a la contraguarda de la portada, aquest document pròpiament no forma part del Llibre de privilegis. Data: 24 d'abril de 1608.
El llibreter Llorenç Rosell, de Barcelona, reconeix al canonge Serra, del priorat de Santa Anna de Barcelona, haver rebut 20 reials per la compra del llibre (en blanc) destinat a escriure-hi els privilegis de la vila de Palafrugell.
b. Es troba al mateix paper que el document anterior. L'anotació és posterior, feta per una altra mà, a sota de l'anterior. Com aquell, no forma part del Llibre de privilegis. Data: 10 de juny de 1608.
Anotació del cost del trasllat del primer privilegi, fet en el llibre en blanc destinat a contenir els privilegis concedits a la Universitat de Palafrugell. Havia costat 26 reials.
c. No es tracta d'un document sinó d'una anotació feta per algun notari o escrivà en el Llibre de privilegis de Palafrugell, sense data, però segurament dins el segle xvii.
Nota en què s'informa d'una reforma del govern municipal de Palafrugell. Fins al 1504, la Universitat de Palafrugell es regia per 4 síndics i 12 consellers, d'acord amb el privilegi del prior Joan de Prades, de 1418, esmentat en el Llibre de privilegis. Almenys des de 1507, es regiria per quatre jurats (canvi de nom per part dels síndics) i 8 consellers. La nota constata que no se'n coneix la data exacta, ja que manquen els manuals de 1505 i de 1506.
d. Anotació del s. XVIII en un tros de paper reaprofitat, encolat per un extrem en el Llibre de privilegis.
Nota segons la qual la Universitat de Palafrugell pagava al rei un cens anual de 3 lliures per tenir l'exclusivitat de fleca, gabella i carnisseries.
1. Data del document original: 20 de juny de 1480. Còpia en el Llibre de privilegis: Barcelona, 10 de juny de 1608, amb segell de lacre adherit amb superposició de paper.
Bartomeu Cristòfor de Gualbes, prior de Santa Anna de Barcelona, senyor del terme de Palafrugell, concedeix a la Universitat que només pugui ser procurador del priorat a Palafrugell un canonge de Santa Anna, per tal d'evitar que es puguin repetir els abusos que algun procurador laic ha comès.
2. Data de l'original: Palafrugell, 2 d'abril de 1570 – Barcelona, 12 d'abril de 1570. Data d'una còpia del document en pergamí, que s'inclourà en el Llibre de privilegis: 27 d'octubre de 1572. Data de la còpia en el Llibre de privilegis: 10 d'agost de 1613.
Carles de Cardona, prior, i els canonges del priorat de Santa Anna de Barcelona, per una part, i els jurats i la Universitat de Palafrugell, per l'altra, concorden que el priorat percebi de tot el peix i del corall que es pesqui al litoral del terme del castell de Palafrugell una peça de cada vint-i-cinc.
3. Data de l'original: Roma, 13 d'agost de 1572. Data de la còpia en el Llibre de privilegis: 10 d'agost de 1613.
El papa Gregori XIII confirma al prior i als canonges de Santa Anna la concòrdia, o l'acord que hi havia hagut entre el prior i la vila de Palafrugell, del repartiment dels peixos i coralls que es pesquen en el litoral del terme de Palafrugell.
4. Data de l'original: 26 de juliol de 1422. Data de la còpia en el Llibre de privilegis: 4 de juliol de 1613.
Es procedeix a l'elecció de síndics i consellers, d'acord amb els capítols presentats pel prior Joan de Prades, llegits en la reunió de 12 de juny de 1418. A partir d'ara, ateses les dificultats per entendre's i adoptar decisions que representava la participació en el règim de consell obert a tots els caps de família, s'escollirien quatre síndics (després anomenats jurats): dos per Palafrugell, un per Mont-ras i un altre per Llofriu, i 12 consellers: 6 per Palafrugell, 4 per Mont-ras i 2 per Llofriu, que representarien tota la Universitat. L'elecció de càrrecs es faria el dia de Santa Anna (26 de juliol), pel període d'un any, sense que poguessin ser reelegits en els seus càrrecs durant l'any següent a l'acabament del seu mandat. Abans de reunir-se, havien de demanar permís al batlle del castell, com ja era costum en les reunions de consell obert, i havien de prendre els acords per majoria simple. Entre les seves atribucions hi havia la de poder manllevar, ordenar talles, imposicions i altres impostos, per fer obres públiques i altres coses que es veiessin com a útils i necessàries per a aquella Universitat.
5. Data de l'original: Barcelona, 1 de febrer de 1437. Data de la còpia en el Llibre de privilegis: 10 d'agost de 1613.
Mateu Ferran, prior de Santa Anna de Barcelona, a petició dels jurats de la Universitat de Palafrugell, Martí Farigola i Guillem Gilabert, i atès que la dita vila ha contribuït en la compra de la jurisdicció criminal del castell de Palafrugell pagant-ne la meitat del preu, confirma el privilegi atorgat per Berenguer de Ribalta que concedeix a la Universitat de Palafrugell que la justícia sigui regida i administrada per un jutge ordinari del terme del castell de Palafrugell; que d'aleshores endavant el batlle i el jutge del castell hagin de ser escollits per un període de tres anys, com ho són els altres oficials reials de Catalunya, i que per a aquests oficis siguin elegides persones suficients i amants de la justícia. Cada trienni, durant el mes de gener, els jurats i el consell del terme hauran d'escollir 3 persones que estiguin disposades a exercir els càrrecs, les quals hauran de ser presentades el 15 de gener al prior o, en absència d'aquest, al seu lloctinent i procurador, que escollirà de la dita terna la persona que més li plaurà. Aquesta haurà d'assegurar el càrrec dipositant una quantitat a la taula. Acabat el mandat, hi haurà 15 dies perquè els habitants puguin presentar les seves reclamacions contra els esmentats oficials i 15 dies més per ser provades. A més, s'haurà d'escollir un jutge de taula per a les causes principals i un jutge per a les causes d'apel·lacions, renovables cada trienni. Els jurats i consellers hauran de triar tres juristes de la ciutat de Girona o d'altra part, i s'hauran de presentar al prior o lloctinent o procurador també el 15 de gener; i en els 15 dies següents, el prior o lloctinent haurà d'escollir jutge de taula un dels tres juristes, i d'entre els 2 juristes restants triarà el jutge d'apel·lacions. Aquests dos càrrecs prestaran als jurats sagrament d'homenatge. El notari del terme del castell serà l'escrivà de la taula.
6. Data de l'original: Roma, 13 de novembre de 1572. Data del trasllat realitzat a la cúria romana: no especificada (final del s. XVII o començament del xviii). Data de la còpia del trasllat al Llibre de privilegis no especificada (probablement s. XVII).
El papa Gregori XIII confirma a favor de la Universitat de Palafrugell totes les concòrdies, convinences o sentències que posen fi a les discòrdies hagudes entre l'esmentada Universitat i els priors i la casa de Santa Anna de Barcelona, senyors del terme de Palafrugell, sobre la jurisdicció i la designació de batlles en aquest terme; sobre el pagament de delmes, fruits, censos, terços i foriscapis per part d'aquest priorat; sobre el pagament dels subsidis deguts a la corona, i per la remissió dels bans; penes en què l'esmentada Universitat havia incorregut, a banda d'altres càrregues que pesaven sobre la vila.
7. Data de l'original: Barcelona, Palau Menor, 6 d'agost de 1390. Data de la còpia en el Llibre de privilegis: 18 de juliol de 1617.
El rei Joan I, necessitat de diners per apaivagar algunes dissensions aparegudes entre els ciutadans a Saragossa, ven al prior i als canonges del priorat de Santa Anna de Barcelona, de l'orde del Sant Sepulcre de Jerusalem, el mer i mixt imperi i la jurisdicció criminal alta i baixa; això és: tant la facultat per sentenciar i executar les sentències imposant les penes més aflictives —com ara la pena de mort o la mutilació de membres—, que, en principi, residia en el sobirà i que aquest podia delegar en els jutges (mer imperi), com la facultat d'imposar penes inferiors i resoldre qüestions litigioses menors, que exercien els jutges (mixt imperi), juntament amb tots els drets que el rei tenia en la jurisdicció del terme del dit castell que encara no pertanyien al priorat esmentat. El preu de la venda és de 27.500 sous de moneda barcelonesa de tern, que havien estat pagats per mediació del conseller i tresorer reial.
8. Data de l'original: Barcelona, Palau Menor, 20 de setembre de 1390. Data de la còpia en pergamí a partir del trasllat del manual de la Cancelleria Reial, que posteriorment serà copiat al Llibre de privilegis: 10 de maig de 1575. Data de la còpia en el Llibre de privilegis: 18 de juliol de 1617.
Fra Berenguer de Ribalta, canonge prior de la casa de Santa Anna de Barcelona, de l'orde del Sant Sepulcre, i altres canonges del priorat, segons el que havien pactat en el moment de la venda del mer i mixt imperi i de la jurisdicció criminal alta i baixa, emeten aquest document a favor del rei Joan I en què concedeixen al rei que si ell mateix o un successor seu volgués recuperar la jurisdicció del castell i dels terme de Palafrugell, ho podria fer sense cap impediment per part del priorat a canvi de la restitució dels 27.500 sous entregats per aquest priorat. La situació havia de tornar a l'existent en el moment anterior a la realització de la venda.
9. Data de l'original: Milazzo (Sicília), 10 de desembre de 1432. Data del trasllat en pergamí a partir del manual de la Cancelleria Reial: no consta. Data de la còpia en el Llibre de privilegis: 18 de juliol de 1617.
El rei Alfons el Magnànim, necessitat de diners per tal de dotar adequadament el seu estol naval i continuar les guerres que sosté en diversos fronts contra venecians i genovesos, contra el rei de Castella i contra Tunis i altres regnes musulmans, ven en pública subhasta al cavaller Andreu de Biure el dret de recuperar la venda feta pel germà del seu avi, Joan I, al priorat de Santa Anna de Barcelona, el 6 d'agost de 1380, del mer i mixt imperi i de tota jurisdicció criminal alta i baixa, sobre el terme del castell de Palafrugell. El preu de la present venda és de 60.500 sous, de moneda barcelonesa. D'aquests, 33.000 sous havien estat lliurats al conseller i tresorer reial Bernat Sirvent, i 27.500 els havia retingut Andreu de Biure, i s'havien de restituir al priorat de Santa Anna, d'acord amb el document de carta de gràcia. Andreu de Biure i els seus successors, un cop haguessin tornat al priorat els diners esmentats, podria gaudir de tota la jurisdicció que abans de la venda pertanyia al rei.
10. Data de l'original: Barcelona, 15 d'octubre de 1260. Data de la còpia en pergamí que seria traslladada en el Llibre de privilegis: 17 de març de 1316. Data de la còpia en el Llibre de privilegis: 18 de juliol de 1617.
L'infant Pere, fill de Jaume I el Conqueridor, confirma al prior Pere de Canals la donació feta en testament pel rei Alfons, el seu besavi, a favor de l'orde del Sant Sepulcre de Jerusalem, del castell i la vila de Palafrugell i de Torroella de Mont-ras, Llofriu i Esclanyà, amb els seus termes i pertinences, homes, dones, censos, usos i costums, i de tots els drets i servituds que el rei rebia dins els seus termes, tant a mar com a terra, tal com el rei Jaume I, el seu pare, ja havia confirmat. A canvi d'aquesta donació, 5 sacerdots del priorat de Santa Anna de Barcelona han de celebrar els oficis divins, tant diürns com nocturns, a l'església d'aquest priorat a perpetuïtat.
11. Data de l'original: Perugia [Perusa] (Itàlia), 6 d'agost de 1265. Data de la còpia en pergamí que seria traslladada en el Llibre de privilegis: 17 març de 1316. Data de la còpia en el Llibre de privilegis: 18 de juliol de 1617.
El papa Climent IV confirma i pren sota la seva especial protecció el prior i els canonges del priorat; de Santa Anna de Barcelona i tots els béns mobles i immobles que posseeix el priorat, especialment, el castell de Palafrugell, i altres drets i béns que l'orde té a València, Mallorca i Santa Maria de Marcèvol.
12. Data de l'original: Lleida, 26 d'agost de 1250. Data de la còpia en pergamí que seria traslladada al Llibre de privilegis: 19 de març de 1261. Data de la còpia en el Llibre de privilegis: no especificada (probablement s. XVII).
El rei Jaume I el Conqueridor concedeix a l'orde del Sant Sepulcre de Jerusalem que el veguer, el batlle, els seus lloctinents i els altres oficials reials no puguin entrar dins els termes del castell i la vila de Palafrugell, per motiu de l'exercici de cap jurisdicció reial, per causes civils o per causa de trencament de pau i treva.
13. Data de l'original: Palafrugell, 3 d'abril de 1407. Data del trasllat en el Llibre de privilegis: 18 de juliol de 1617.
Fra Berenguer Sarta, prior de Santa Anna de Barcelona i, en raó del seu càrrec, senyor del castell de Palafrugell, confirma a la Universitat de Palafrugell les franqueses i privilegis, immunitats, usos, usatges, costums, observances, convinences, declaracions i sentències concedides a favor de l'esmentada Universitat pels seus predecessors. La confirmació es fa a petició d'Antoni Oliver i Mir i de Pere Isern, de Palafrugell; d'Antoni Rosifici, de Mont-ras, i de Guillem Carbonell, de Llofriu, com a síndics i procuradors d'aquella Universitat.
14. Data de l'original: 24 d'abril de 1536. Data de la còpia en pergamí traslladada al Llibre de privilegis: 11 de juliol de 1576. Data del trasllat en el Llibre de privilegis: 18 de juliol de 1617.
Carles de Cardona, nou prior de Santa Anna de Barcelona, senyor de Palafrugell, present personalment a Palafrugell, dins l'església de Sant Martí confirma i lloa davant d'Antic Brugarol Codina, notari públic del terme de Palafrugell, i en presència i a petició dels jurats Pere Barrull, Joan Pere Pera i Pere Morgat, de Palafrugell, i dels consellers Bartomeu Espanyol, Joan Geroní i Antoni Pairó, l'observança dels usos, costums, privilegis, llibertats i immunitats concedits tant pels reis d'Aragó com pels priors de Santa Anna de Barcelona.
15. Data de l'original: Palafrugell, 5 de maig de 1576. Data de la còpia en el Llibre de privilegis: 18 de juliol de 1617.
Jaume Castellar, prior de Sant Anna de Barcelona, senyor de Palafrugell, dins l'església de Sant Martí d'aquesta vila, confirma, a petició dels jurats de la Universitat d'aquesta població, Sebastià Andreu Codina, Sebastià Barrull, Antic Riera i Francesc Gener Morgat, les franqueses, llibertats, privilegis, provisions, immunitats, usos, costums, observances, convinences, declaracions i sentències concedides o fetes pels seus predecessors en el càrrec, com a senyors d'aquell castell, tal com varen ser concedides per Bartomeu Cristòfor de Gualbes el 29 de setembre de 1479.
16. Data de l'original: Tarragona, 2 d'abril de 1251. Data de la còpia en pergamí traslladada en el Llibre de privilegis: Barcelona, 21 de gener de 1617. Data de la còpia en el Llibre de privilegis: 18 de juliol de 1617.
Jaume I el Conqueridor concedeix a la vila i el terme del castell de Palafrugell que els oficials reials no els puguin reclamar censos o drets, ja que havien estat donats pel rei Alfons el Cast al priorat de Santa Anna de Barcelona, i eximeix els homes del dit terme de l'obligació de prestar el dret d'alberga, llevat que hi vagi el rei en persona o els seus fills.
17. Data de l'original en paper: Palafrugell, 25 d'agost de 1595. Data de la còpia en el Llibre de privilegis: 18 de juliol de 1617.
Atestat notarial fet en paper pel notari Joan Clascar en què es presenta el privilegi anterior, emès pel rei Jaume I el Conqueridor, que eximeix la vila i el terme de Palafrugell d'haver de prestar albergues, si no és al rei en persona o als seus fills, davant la presentació per part de Pere Bartomeu Mas, comissari reial, d'una patent reial donada a Barcelona, el 27 de juliol de 1595, en què s'insta la Universitat de Palafrugell a allotjar i proveir 260 soldats de la companyia de Francesc Gay, sots pena de 6.000 sous. Jaume Castellar, prior de Santa Anna, davant la petició, fa valer l'esmentat privilegi del rei Jaume i diu que en cas de necessitat es podrà vendre als soldats pa i vi a un preu just. Pere Riera, jurat en cap de la Universitat de Palafrugell, mana al notari de fer, publicar i intimar al dit comissari la seva resposta, en nom de la Universitat de Palafrugell, en què reitera l'exempció concedida per aquell privilegi i la confirmació d'aquesta exempció per part del rei Felip, acompanyada tant d'una còpia del privilegi del rei Jaume com de la còpia d'una ordre, de 29 de maig de 1592, emesa pel governador de Catalunya i lloctinent del capità general, Pere de Cardona, de no allotjar soldats a Palafrugell; i apel·la al lloctinent general de Catalunya. El comissari reial torna a requerir allotjament per al capità Gay i la seva companyia sota les esmentades penes i Pere Riera persevera en l'apel·lacio esmentada.
18. Data de l'original: 12 de gener de 1258. Data de la còpia en pergamí que fou traslladada al Llibre de privilegis: Palafrugell, 24 de gener de 1520. Data de la còpia en el Llibre de privilegis: sense especificar (probablement s. XVII).
Guerau de Pals, cavaller; la seva esposa Berenguera, i el seu fill Guillem venen a Berenguer, batlle de Palafrugell, i a Ramon d'Ermedàs, Bernat de Santa Margarita i Ramon Mutella, habitants de Palafrugell, i a Berenguer Mascord i Bernat Amalric, d'Esclanyà, com a representants dels habitants de Palafrugell i d'Esclanyà de tots els drets i el domini que tenen al bosc situat a la parròquia de Sant Martí de Palafrugell, al lloc anomenat Llor i Aiguablava, des del mar fins al port de Tamariu i al torrent de Llor —que discorre des del coll d'Aiguablava fins al port de Tamariu— i des del coll d'Aiguablava fins a la roca anomenada Castellet Major, i des d'allà fins al mar, pel preu de 340 sous de moneda melgoresa.
19. Data de l'original: Barcelona, 28 de juny de 1597. Data de la còpia en el Llibre de privilegis: sense especificar (probablement s. XVII).
Marc Antoni Mansuar i d'Arinyó, batlle general de Catalunya, dona llicència, a petició dels jurats de la vila de Palafrugell, per construir en el lloc més idoni entre els ports de Calella i Llafranc una torre rodona o fortalesa, per a vigilància i defensa d'aquests ports, i en què els sigui lícit i permès de tenir-hi armes per a la guarda i defensa d'aquesta mateixa torre i per a defensa dels vaixells i les mercaderies, atesos els repetits atacs dels pirates, que han entrat fent estralls als ports de Calella i Llafranc.
20. Data de l'original: Barcelona, 9 de maig de 1724 (es tracta del document original inserit al Llibre de privilegis).
Antoni de Bru i de Canta, prior de Santa Anna de Barcelona, concedeix a la Universitat de Palafrugell, a petició dels seus jurats, llicència i facultat per tenir mercat en aquesta vila els dijous de cada setmana, i la seva protecció als que hi concorrin, de manera que puguin anar-hi i tornar-ne lliurement, sense que puguin ser capturats, detinguts, empenyorats, impedits o molestats per culpa o crim, delicte o deutes aliens, fora que hi estiguin obligats com a fiadors; i perquè puguin gaudir de totes les franqueses, exempcions i immunitats de què gaudien els mercats del Principat de Catalunya.
21. Data de l'original: Palafrugell, 26 de juliol de 1482. Data de la còpia en el Llibre de privilegis: 3 de març de 1617.
Bartomeu Cristòfor de Gualbes, prior de Santa Anna de Barcelona, concedeix llicència a Antoni Ramon Carreres, Joan Roig i Farigola, Gaspar Mateu i Rafael Climent, jurats de la vila de Palafrugell, per tal que puguin edificar i fer, en el pòrtic situat a la part d'orient de l'Almoina de Palafrugell, una taula de carnisseria i peixateria, a fi que aquesta Universitat hi pugui vendre carn i peix. La Universitat haurà de pagar un cens anual de 6 diners i, en cas que les altres taules de carnisseria que ja hi ha a Palafrugell no vulguin continuar i hi renunciïn, la Universitat haurà de pagar tots els censos que el priorat deixi de percebre.
e. Encara que es troba escrit en el Llibre de privilegis, no es tracta d'un privilegi, sinó d'una anotació. Data: sense especificar (segona meitat s. XVII o principi s. XVIII). (Cita sense copiar-lo el privilegi de 20 de juny de 1480.)
Memòria del jurament prestat davant l'altar major de l'església de Sant Martí per Joan Boïgues, canonge del priorat de Santa Anna, com a procurador amb ple poder per exercir la jurisdicció de Palafrugell nomenat per Josep de Claresvalls, prior, senyor del castell i dels termes de Palafrugell, a instància de Joan Vergonyós, Joan Codina, Pere Torroella i Pagès i Antoni Galí i Pla, jurats i síndics de la Universitat de Palafrugell, de guardar tots els privilegis, usos i costums concedits a l'esmentada vila –com acostumen a fer els seus predecessors en el càrrec–, d'acord amb el privilegi de 20 de juny de 1480. El nomenament del càrrec de batlle fet a Barcelona per Joan Boïgues en la persona de Joan Grassot, traginer de Palafrugell, sense haver acudit a Palafrugell per jurar els privilegis era declarat nul.
f. Encara que es troba escrit en el Llibre de privilegis, no es tracta d'un privilegi, sinó d'una anotació. Data: sense especificar (s. XVIII).
Llista de persones insaculades, això és, d'aquelles persones el nom de les quals era posat dins un bossa o sac, del qual s'extreia, per sort, el nom de les que esdevindrien càrrecs municipals, pel termini d'un any.
g. Encara que es troba escrit en el Llibre de privilegis, no es tracta d'un privilegi, sinó d'una anotació. Data: sense especificar (s. XVIII).
Anotació referent al dipòsit de diners fet per Josep Cervià, síndic de Palafrugell, en nom dels jurats de la dita vila en el banc de la ciutat de Barcelona, que havien de servir per redimir diversos censals que pagava la Universitat de Palafrugell.

## Difusió i estudis
El 2007 es va presentar un quadern de 16 pàgines que posa a l'abast de tothom el contingut del Llibre de privilegis de Palafrugell i el procés de la seva recuperació, que va finalitzar amb el seu retorn a Palafrugell el 9 d'octubre de 2006. En el quadern es poden veure en detall aspectes significatius del llibre, i llegir el resum del seu contingut. Els textos són de Joan Villar (arxiver i autor de la transcripció i de l'estudi del Llibre, publicat per la Fundació Noguera l'any 2007), Xavier Rocas (regidor de Cultura de l'Ajuntament de Palafrugell 2003-2007), Jordi Turon (secretari de l'Ajuntament de Palafrugell) i M. Concepció Saurí (arxivera municipal), amb l'assessorament de la professora M. Teresa Mayola i la restauradora Dolors Velasco.